# Grand Coulee

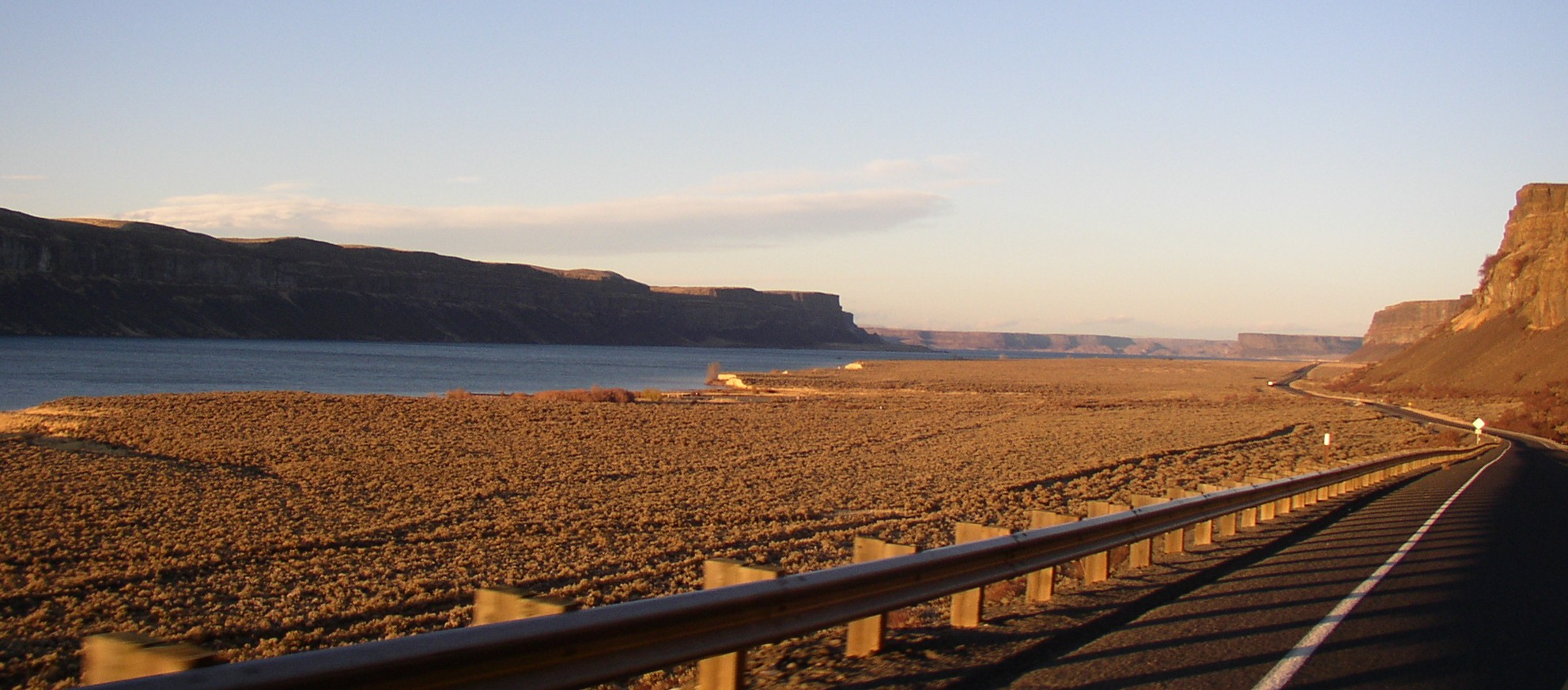
Vista della Grand Coulee verso nord

La Grand Coulee è un antico letto fluviale nello Stato di Washington (Stati Uniti) e rappresenta un sito di interesse storico-naturale nazionale (National Natural Landmark). Si estende per quasi 100 km fra la diga della Grand Coulee a nord est e il Soap Lake a sud ovest, restando divisa dalle "cascate secche" di Dry Falls nei due segmenti dell'Alta e della Bassa Grand Coulee (Upper e Lower Grand Coulee).

## Storia geologica

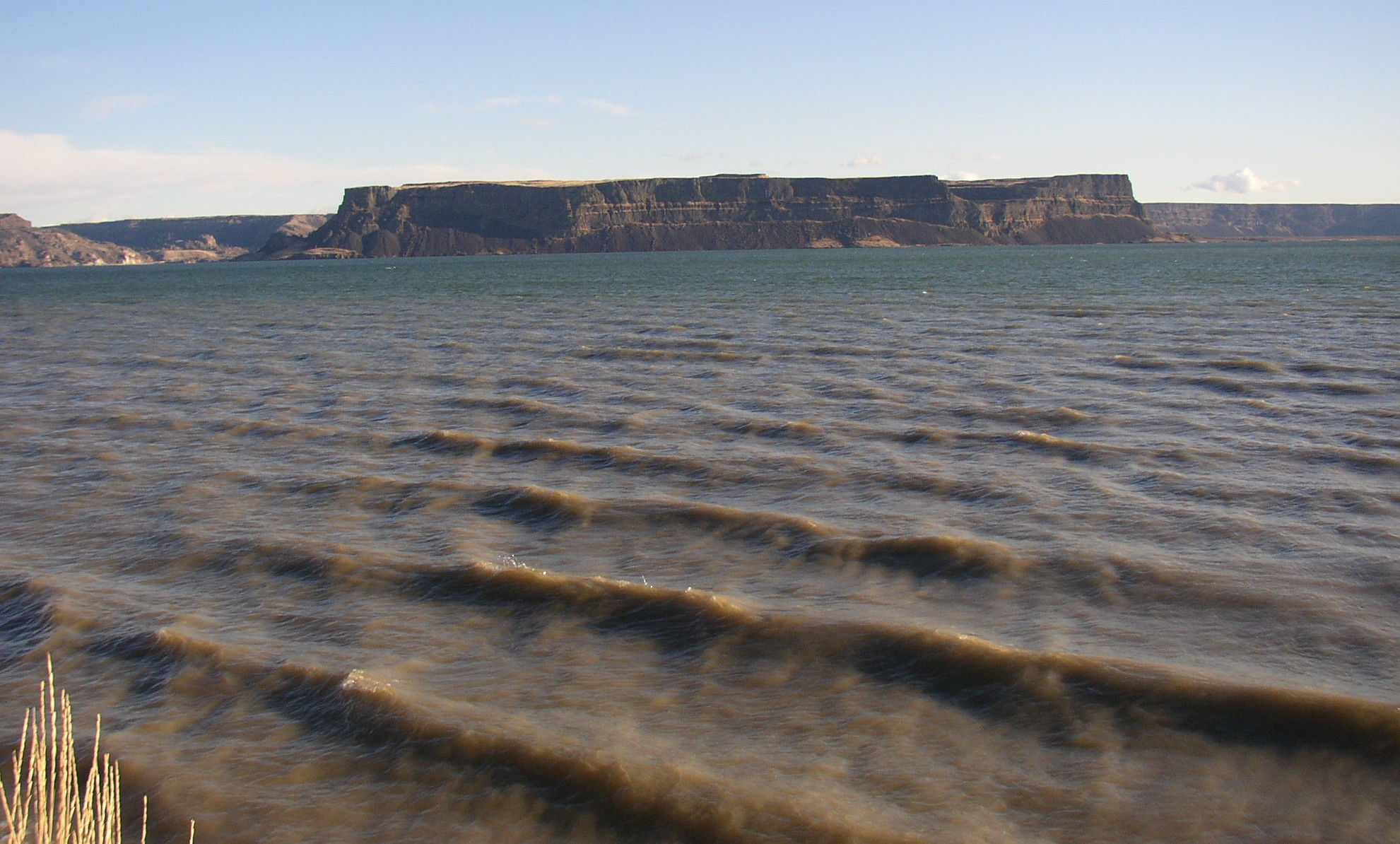
Steamboat Rock nella Grand Coulee

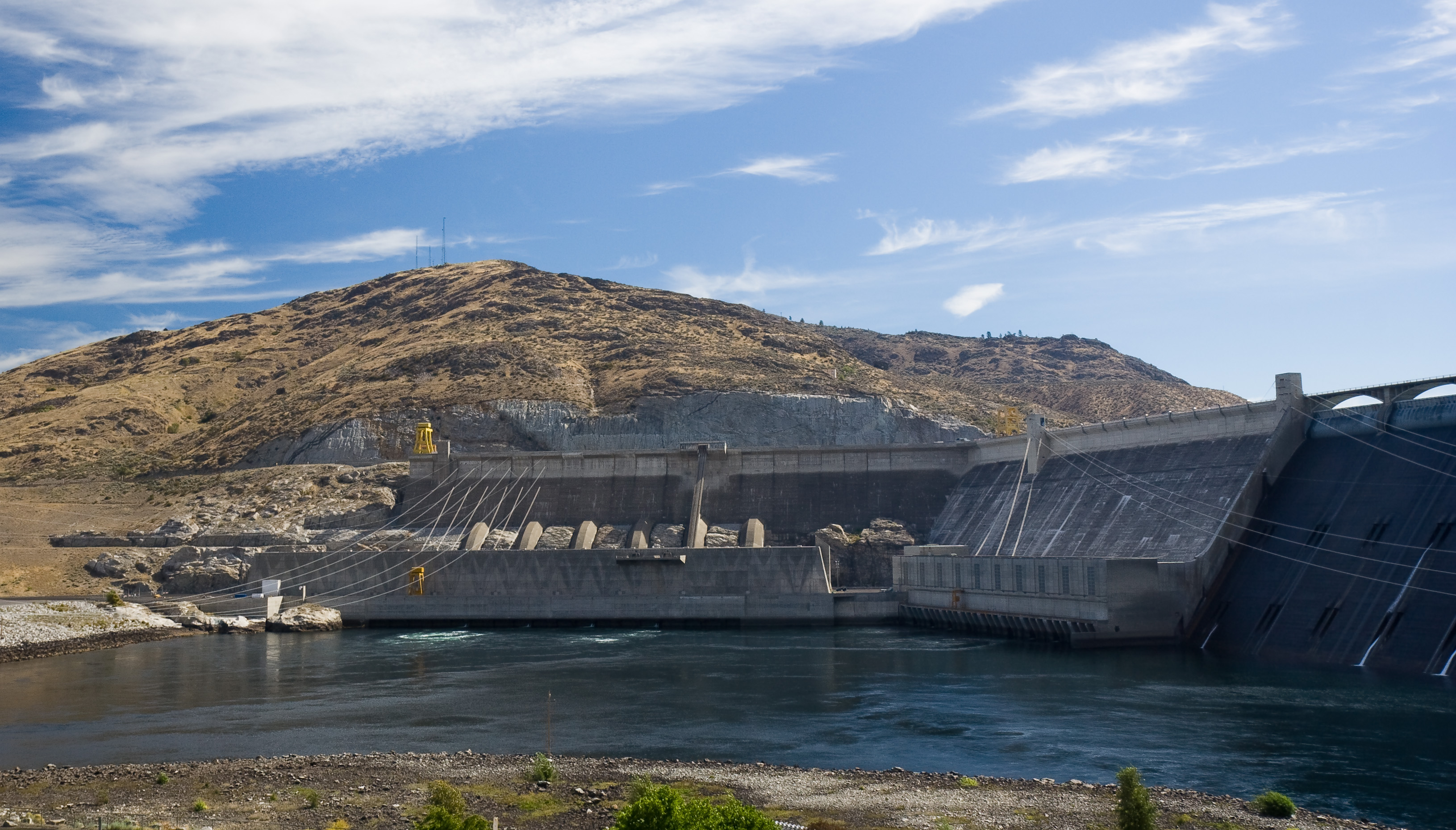
Parte della Grand Coulee è stata sbarrata da dighe e riempita d'acqua nell'ambito del sistema di irrigazione del Columbia Basin Project

La Grand Coulee appartiene all'altopiano del Columbia, una regione che poggia su basamenti granitici formatisi in profondità nella crosta terrestre fra i 40 e 60 milioni di anni fa. Nel corso di milioni di anni il terreno ha subìto periodici fenomeni di innalzamento e subsidenza, dando origine a bassi rilievi e infine a un mare interno.
Fra i 10 e i 15 milioni di anni fa alcune eruzioni nella Catena delle Cascate iniziarono a riempire il lago di lava. In alcuni punti il basalto vulcanico è spesso 2.000 m. Altrove è ancora visibile il granito dei rilievi più antichi.
Due milioni di anni fa, nella glaciazione all'inizio del Pleistocene, la regione fu invasa dai ghiacciai. Questi erosero la piana del fiume Columbia e si spinsero a sud fino all'altopiano della Grand Coulee, raggiungendo uno spessore anche di 3.000 m in alcune zone a settentrione. Nell'area interessata sono ancora visibili nel basamento granitico più esposto i solchi prodotti dal movimento dei ghiacciai, e numerosi massi erratici nelle zone più elevate a nord est. 
Mentre le teorie più datate suggerivano che i ghiacciai avessero deviato il letto del Columbia in quella che sarebbe divenuta la Grand Coulee, e che l'erosione fosse stata causata dal normale scorrimento del fiume, i moderni geologi concordano ormai nel ritenere che la sua origine va rintracciata nella deviazione dei ghiacciai combinata con i massicci flussi glaciali del lago Missoula. Quest'ultimo fu un lago proglaciale profondo fino a 600 m. Sino a 18.000 anni fa, lo sbarramento glaciale del lago periodicamente si sfaldava, dando vita alle inondazioni di Missoula che convogliavano enormi masse d'acqua nel bacino del Columbia. Queste inondazioni diedero vita alle Channeled Scablands, aree dalle caratteristiche erosive molto particolari, di cui un esempio sono le "cascate secche" (Dry Falls) a sud del lago Banks.
Con la fine dell'ultima glaciazione, il Columbia si assestò nel suo corso attuale. Il letto del fiume è situato circa 200 m al disotto della Grand Coulee, le cui pareti raggiungono anche i 400 m d'altezza.

## Impieghi moderni

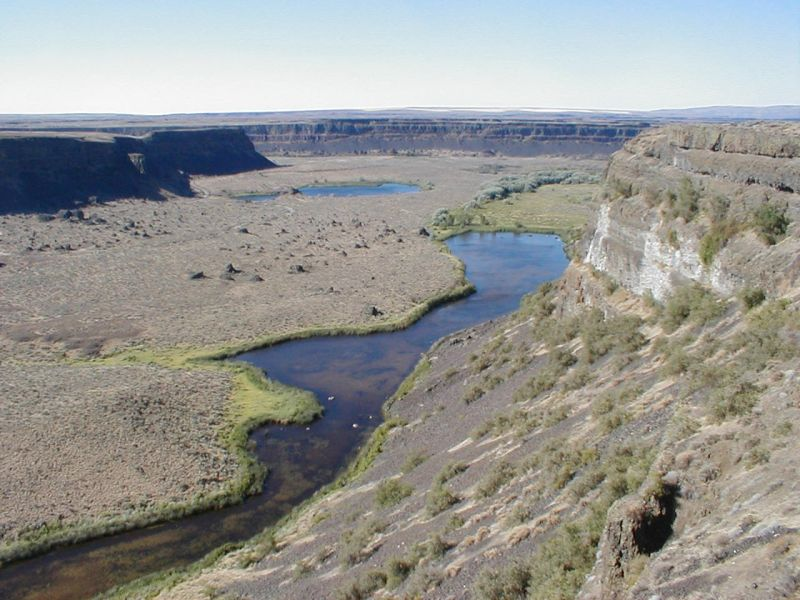
La Grand Coulee a valle di Dry Falls: si può notare l'effetto di scanalatura dei flussi periodici di lava basaltica

L'area circostante la Grand Coulee è una steppa di arbusti con precipitazioni medie annue inferiori ai 300 mm. Nella Bassa Grand Coulee si trovano i laghi Park, Blue Lake, Alkali, Lenore e Soap Lake. Fino a tempi recenti l'Alta Grand Coulee era secca.
Il Columbia Basin Project modificò questa situazione nel 1952, utilizzando l'antico letto fluviale come un sistema di irrigazione. L'Alta Grand Coulee, chiusa dall'omonima diga, fu trasformata nel lago Banks. Il lago è alimentato dalle pompe della diga e costituisce il primo tratto di un sistema di irrigazione di 160 km. In tutto il bacino del Columbia vengono utilizzati canali, sifoni e altre dighe che approvvigionano oltre 2.400 km² di terreno agricolo.
L'acqua ha convertito l'Alta Coulee e la regione circostante in un ricettacolo di animali selvatici, inclusa l'aquila di mare testabianca. Le opportunità ricreative sono un vantaggio ulteriore e includono vari laghi, sorgenti minerali e sport acquatici d'ogni tipo. Nella Grand Coulee si trovano i parchi statali di Sun Lakes e Steamboat Rock.